# Football Club Jojo
Le Football Club Jojo est un club de football français fondé en 1974 à Grenoble dans le département de l'Isère. Il disparaît en 1992 par sa fusion avec le Football Club Grenoble Dauphiné alors en deuxième division, en raison du souhait de la municipalité de ne consacrer ses subventions qu'à un seul club.

## Histoire
Le club regroupe des jeunes issus du quartier Saint-Laurent, partie de la ville située en rive droite de l'Isère, où se sont regroupés au XXe siècle les immigrés italiens de Grenoble. Le club prend d'abord le nom de la Maison pour tous du quartier, la « MPT Rive Droite », puis il change de nom en 1973. Le nouveau nom Football Club Jojo est un hommage à Jojo Quercia, jeune joueur du club et fils du président du club François Quercia, qui décède en 1973 dans un accident de voiture alors qu'il effectue un trajet de covoiturage pour emmener, après un match, ses amis footballeurs dans un restaurant au bec de l'Échaillon.
Le club part en première série de district en 1974 pour atteindre en 1985, le championnat de France de Division 4 où il reste jusqu'à sa disparition en 1992.

## Palmarès
- 7 saisons en Championnat de France de Division 4

- Champion de division d'Honneur de la ligue Rhône-Alpes en 1985
- Champion de Promotion d'Honneur (groupe Sud) de la ligue Rhône-Alpes en 1984

## Personnalités

### Entraîneurs
Le principal entraîneur du club est le grenoblois Daniel Duc, ancien joueur professionnel. En 1985-1986, l'ancien gardien de but Robert Belloni prend en charge l'équipe (en duo avec Duc).
- 1981-1992 :  Daniel Duc
- 1985-1986 :  Robert Belloni
- 1989-1990 :  Christian Dalger
- années 1990 :  Yves Disparti